# FIBA EuroCup Challenge
FIBA EuroCup Challenge – międzynarodowe, klubowe rozgrywki koszykarskie, utworzone z inicjatywy FIBA Europe wiosną 2002 pod nazwą Puchar Europy FIBA (ang. FIBA Europe Cup) i regularnie prowadzone przez tę organizację od sezonu 2002/03 do sezonu 2006/07, przeznaczone dla drużyn zajmujących czołowe miejsca w europejskich ligach krajowych, które nie zostały zakwalifikowane do Euroligi, Pucharu ULEB, bądź FIBA EuroCup.
Pod obecną nazwą rozgrywki te prowadzone były od sezonu 2005/06. Ostatni raz odbyły się w sezonie 2006/07.

## Nazwy zawodów
- Puchar Mistrzów Europy FIBA: (2002–2003)
- Puchar Europy FIBA: (2003–2005)
- FIBA EuroCup Challenge: (2005–2007)

## Triumfatorzy i finaliści[1]
| Year    |                  | Finał                  | Finał              | Finał                    |                          | 3. i 4. miejsce | 3. i 4. miejsce |
| Year    | Mistrz           | Wynik                  | Wicemistrz         |                          |                          |                 |                 |
| 2002–03 | Aris             | 84–83                  | Prokom Trefl Sopot | Ventspils                | Hemofarm                 |                 |                 |
| 2003–04 | Mitteldeutscher  | 84–68                  | SAOS Dijon         | Tuborg Pilsener          | Dinamo Region Moskiewski |                 |                 |
| 2004–05 | Asesoft Ploiești | 75–74                  | Lokomotiw Rostow   | Dinamo Region Moskiewski | Bandırma Banvit          |                 |                 |
| 2005–06 | Ural Great Perm  | 154–147 80–67 / 74–80  | Chimik             | Olympia Larissa          | Lappeenrannan NMKY       |                 |                 |
| 2006–07 | CSK VVS Samara   | 184–166 83–85 / 101–81 | Keravnos           | Pizza Express Apollon    | Dnipro                   |                 |                 |

## MVP Finałów
| Sezon   | Zawodnik              | Poz.  | Zespół           |
| ------- | --------------------- | ----- | ---------------- |
| 2002–03 | Will Solomon          | PG/SG | Aris             |
| 2003–04 | Marijonas Petravičius | PF/C  | Mitteldeutscher  |
| 2004–05 | Vladimir Kuzmanović   | SG    | Asesoft Ploiești |
| 2005–06 | Derrick Alston        | PF/C  | Ural Great Perm  |
| 2006–07 | Nikita Szabałkin      | SF/PF | CSK VVS Samara   |

## Składy mistrzowskie
FIBA Europe Champions Cup:
2002–03 Aris Saloniki (Grecja):
Willie Solomon, Ryan Stack, Ivan Grgat, Fiodor Licholitow, Prodromos Nikolaidis, Ioannis Lappas, Ioannis Gagaloudis, Dimitar Angelov, Miroslav Raičević, Dimitrios Charitopoulos, Nikos Orfanos, Kostas Kakaroudis, Dimitris Merachtsakis (Trener: Vangelis Alexandris)
FIBA Europe Cup:
2003–04 Mitteldeutscher BC (Niemcy):
Wendell Alexis, Manuchar Markoishvili, Paul Burke, Marijonas Petravičius, Misan Haldin, Sebastian Machowski, Stephen Arigbabu, Jonas Elvikis, Per Ringstrom, Chauncey Leslie, Peter Fehse, Paul Bayer, Michael Krikemans (Trener: Henrik Dettmann)
2004–05 CSU Asesoft Ploiești (Rumunia):
Catalin Burlacu, Ivan Krasic, Nikola Bulatović, Vladimir Kuzmanović, Paul Helcioiu, Marko Rakočević, Rares Apostol, Antonio Alexe, Levente Szijarto, Predrag Materić, Nicolae Toader, Marko Peković, Adrian Blidaru, Saša Ocokoljić (Trener: Mladjen Jojic)
FIBA EuroCup Challenge:
2005–06 Ural Great Perm (Rosja):
Derrick Alston, Terrell Lyday, Wasilij Karasiow, Jurica Golemac, Jasmin Hukić, Andre Hutson, Andrei Trushkin, Jegor Wialcew, Vadim Panin, Jewgienij Kolesnikow, Aleksandr Dieduszkin, Arseni Kuchinsky, Vyacheslav Shushakov, Artem Kuzyakin (Trener: Sharon Drucker)
2006–07 CSK VVS Samara (Rosja):
Nikita Szabałkin, Omar Cook, Jorgos Diamandopulos, Kelvin Gibbs, Jewgienij Woronow, Pavel Agapov, Gennadi Zelenskiy, Yaroslav Strelkin, Oleg Baranov, Pavel Ulyanko, Taras Osipov, Anton Głazunow, Alexei Kiryanov, Valeri Likhodey (Trener: Walerij Tichonienko)

## Polskie zespoły w pucharze
| Edycja | Sezon     | Drużyna                                                                                    |
| ------ | --------- | ------------------------------------------------------------------------------------------ |
| I      | 2002/2003 | Stal Ostrów Wielkopolski, Prokom Trefl Sopot, WTK Anwil Włocławek, Polonia Warbud Warszawa |